# Limnophora amunicola
Limnophora amunicola är en tvåvingeart som beskrevs av Shinonaga 2005. Limnophora amunicola ingår i släktet Limnophora och familjen husflugor. Inga underarter finns listade i Catalogue of Life.